# Platypalpus subpectoralis
Platypalpus subpectoralis är en tvåvingeart som beskrevs av Raffone 2002. Platypalpus subpectoralis ingår i släktet Platypalpus och familjen puckeldansflugor.
Artens utbredningsområde är Italien. Inga underarter finns listade i Catalogue of Life.